# Ioan V. Socec
Ioan V. Socec (n. 30 aprilie/12 mai 1830, Săcele, jud. Brașov – d. 18/30 septembrie 1896, București) a fost un librar și editor român de origine cehă, care a întemeiat cea mai importantă librărie și editură românească din cea de a doua jumătate a secolului al XIX-lea, cea care i-a purtat numele: Socecu, apoi Socec & Co, din 1856 până în 1948. Ioan V. Socec fost membru și, spre sfârșitul vieții (1887-1890), președinte al Camerei de Comerț. De-a lungul timpului, Ioan V. Socec, urmat de fii săi Jean și Emil, a dezvoltat în România o puternică industrie editorială și tipografică, fiind un model și chiar o școală pentru mulți dintre contemporanii lor mai tineri, implicați în vânzarea sau tipărirea cărților. Pe lângă  Librăria Socec și Casa de editură Socec, I.V. Socec deținea – pe strada Berzei – o tipografie, ateliere de cartonaje, de legătorie artistică a cărților, o litografie, o zincografie și chiar o bibliotecă: în București, pe strada Enei. Încă din anii 1870, Editura Socec devenea principala casă de editură a țării, iar Librăria Socec cea mai renumită librărie din România.

## Biografie

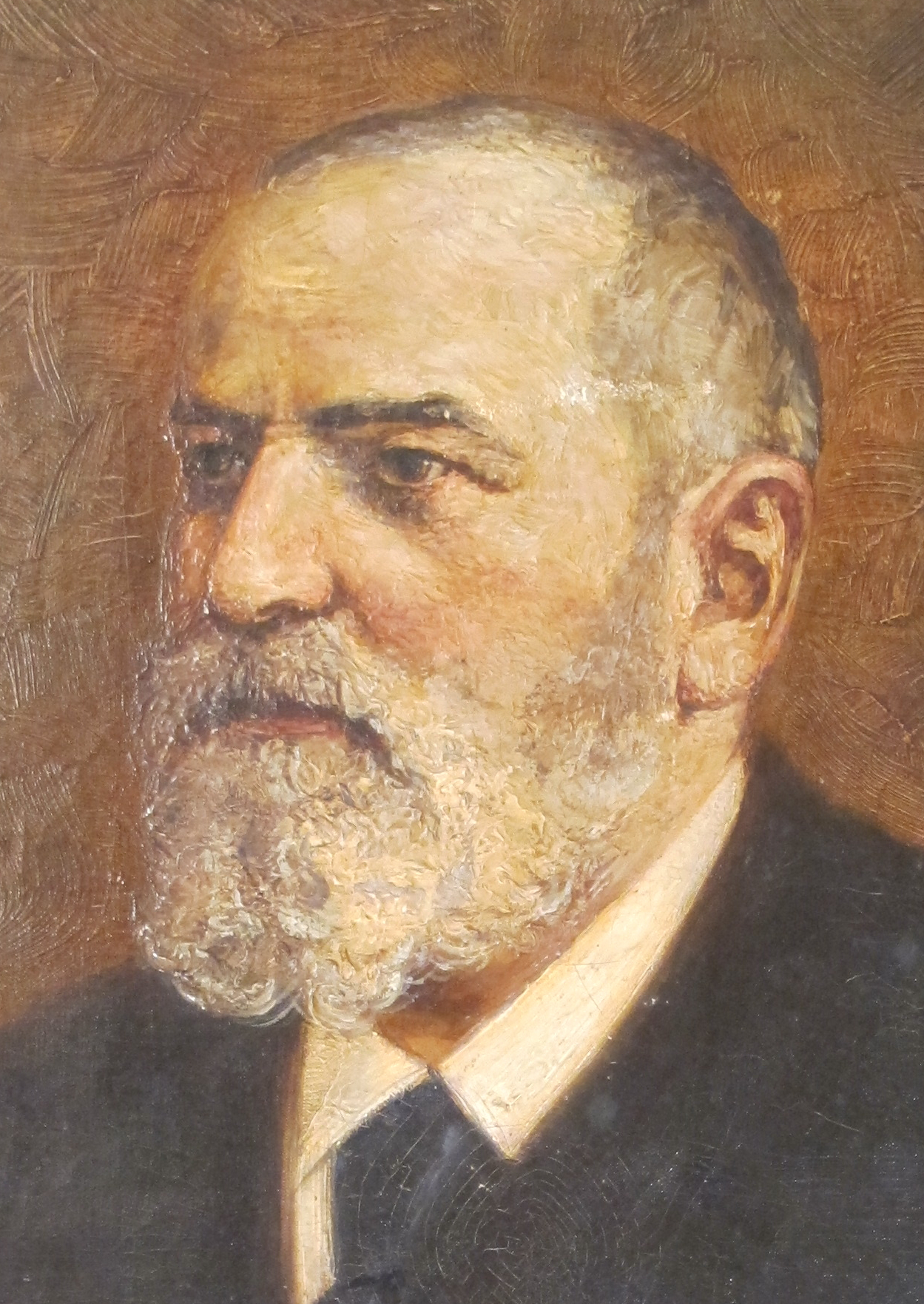
Ioan V. Socec

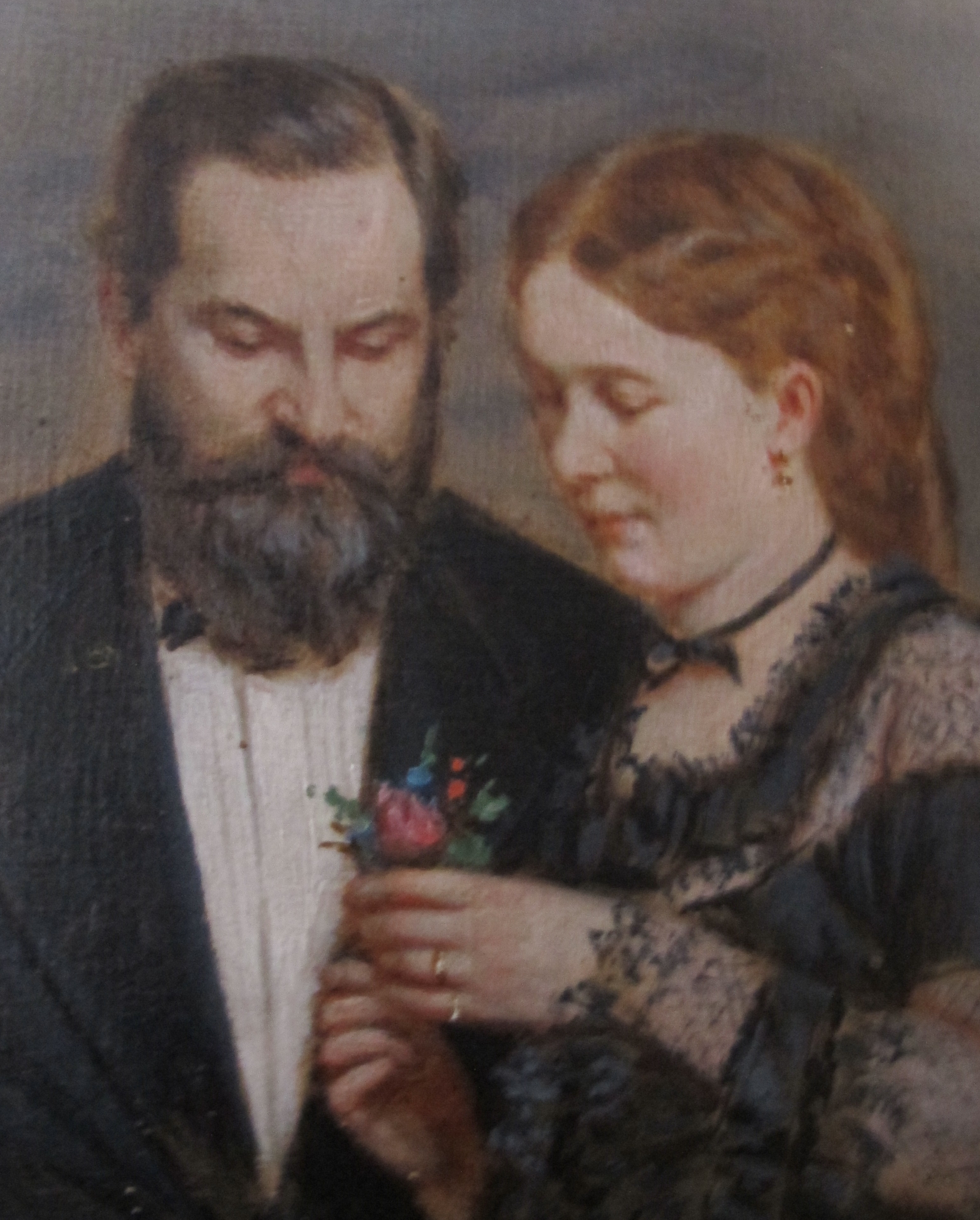
Ioan V. Socec și Marie Socec în 1870.

Născut în 30 aprilie/12 mai 1830 la Săcele, județul Brașov, Ioan V. Socec era fiul comerciantului Venceslaus Ioan Socec (Vaclav Jan/Wenzel Johann Souček/Sotschek/Szotsek), de confesiune catolică, urmaș al unui Souček, horticultor originar din Časlav, Cehia, venit în Transilvania la începutul secolului al 18-lea. Tatăl lui Ioan V. Socec, născut la Săcele în 1795, s-a stabilit la Brașov după ce s-a căsătorit cu o româncă din Satulung (Săcele) și și-a sfârșit viața în 1873, ca cetățean de onoare al Brașovului.
Ioan V. Socec s-a căsătorit la 9/21 noiembrie 1858 cu Marie-Theresia Bayer (n. 10 ian. 1841, d. 17 oct. 1902). Au avut împreună nouă copii: patru fii – generalul Alexandru Socec (1859-1928), Victor Socec (1861-1910), Ion (Jean) Socec (1866-1950), Emil Socec (1872-1939) – și cinci fete, din care au supraviețuit vârstei de trei ani numai două: Victorina Socec (1864-1908), căsătorită cu Constantin Enescu, un bogat proprietar, nepot al mitropolitului Nifon, și Alexandrina Socec (1868-1952), căsătorită cu generalul Constantin Z. Boerescu. Lily (Elena) Socec, actriță de film cunoscută în anii 1928-1935, era fiica lui Victor Socec și nepoată a lui Ioan. V. Socec.

## Cariera profesională
După ce a urmat cursurile Școlii comerciale din Brașov, Ioan V. Socec s-a refugiat de la vârsta de 18 ani în Țara Românească, evitând astfel să fie încorporat în armata revoluționară maghiară. Ajuns în București, a lucrat timp de opt ani ca angajat al librăriei negustorului de articole de „brașovenie” George Ioanid, unde, după ce a deprins tainele meseriei de librar, a preluat conducerea secției de librărie a lui Ioanid. După ce a ajutat la dezvoltarea afacerii lui Ioanid, I. V. Socec a rupt colaborarea cu acesta, pentru a-și înființa propria librărie. În anul 1856, cu un credit de la Banca Mehedințeanu și Hagi Ilie, Ioan V. Socec și-a deschis librăria care i-a purtat numele, pe Podul Mogoșoaiei nr 7, astăzi Calea Victoriei nr. 17.
În anul 1867, împreună cu Nicolae Teclu - proprietarul unei tipografii din Brașov care s-a mutat la București, Ioan V. Socec deschide, în str. Academiei, firma „Socec, Sander și Teclu”, aceasta fiind prima instituție a industriei de arte grafice din România. Mai târziu va rămâne unicul proprietar al acestor ateliere, adaugând tipografiei mai multe secții anexe (litografie, zincografie, cartonaje și legătorie artistică) pe care le numește Stabiliment de toate artele grafice. Atelierele Grafice ale Editurii Socec & Co au funcționat între anii 1882 și 1907 în Str. Berzei, pe locul unde, până în 1948, Intrarea Ezăreni se numea Aleea Socec.
Ioan V. Socec a devenit în 1867 membru al Camerei de Comerț și Industrie din București. fiind ales președintele acestei Camere între anii 1887 și 1890. De asemenea, a fost unul dintre fondatorii și acționarii principali ai Fabricii de hârtie „Letea”, înființată exclusiv cu capital autohton, dovedind prin exemplul său eficiența devizei Partidului Național Liberal, al cărui membru fusese toată viața – "prin noi înșine".

## Activitatea editorială
Ioan V. Socec a întreprins o vastă acțiune de editare și de popularizare a literaturii române, prin publicarea scrierilor marilor clasici ai României: Constantin Negruzzi, Vasile Alecsandri, Mihail Eminescu, Titu Maiorescu, Ion Ghica, B.P. Hasdeu, Alexandru Odobescu etc., în ediții elegante, mult căutate și astăzi de către bibliofili. Ca prieten al scriitorilor, Ioan V. Socec a găzduit în localul librăriei sale ședințele Societății Junimea, după mutarea acesteia de la Iași la București, în 1885. De asemenea, a tipărit și a subvenționat cu începere din același an revista „Convorbiri literare”.
În anul 1873, Ioan V. Socec a fost premiat pentru realizările sale cu medalia de aur a Expoziției din Viena, iar casa de editură înființată de acest harnic și priceput întreprinzător român a primit două medalii de aur și Marele premiu al Expoziției Universale din Paris, în anul 1900. 

## Urmașii lui Ioan V. Socec
În ultimii ani ai vieții, Ioan V. Socec a fost ajutat de doi dintre fii săi, Ion (Jean) Socec și Emil Socec, care, după moartea tatălui lor în 1896, au preluat conducerea firmei Librăriei și Editurii Socec. Frații Jean și Emil Socec au contribuit esențial la creșterea prestigiului Casei Socec. Ei au dezvoltat Editura Socec, au modernizat Tipografia și Atelierele Grafice „Socec”, transformând afacerea familiei în societate pe acțiuni (1905). Cea mai mare realizare a fraților Socec a fost însă construirea în anul 1907 a impozantului edificiu al Librăriei și Magazinului general „Socec & Co, S.A”, pe locul vechiului sediu al Librăriei, rămas neîncăpător. Ulterior, Magazinul „Socec” S.A. a fost denumit și „Galeriile Lafayette” (din 1930), iar în prezent este cunoscut ca Magazinul „Victoria” (după 1948).